# Помста і закон
«Помста і закон» (гінді शोले (Sholay), дослівно — Тліюче вугілля) — найголовніший фільм Боллівуду, суміш вестерну, мюзиклу і мало не слешера — вразив людей у всьому світі. Як забути відрізані руки чесного поліцейського? А хвацькі танці на розбитому склі?!. Цей індійський фільм вважають римейком «Чудової сімки» (а отже, і «Семи самураїв»'); але індійський кінематограф настільки дивний, що визначити який саме фільм, копіювали, — непросто. Почнемо з того, що героїв не сім і навіть не шість — їх двоє. Грають їх, звичайно, Дхармендра і Амітабх Баччан — обличчя цих акторів відомі усім. У фільмі є покалічений поліцейський і страшні бандити. Головні герої, які дотримуються кодексу «Бусідо» і зовні схожі на сумоїстів, звільняють село від вусатих негідників і не без допомоги безрукого поліцейського.

## В ролях
- Дхармендра — Віру
- Хема Маліні — Басанті
- Амітабх Баччан — Джай
- Джайя Бхадурі — Радха
- Амджад Хан — Габбар Сінгх
- Санджив Кумар — інспектор Тхакур Балдев Сінгх